# Fred Catherwood

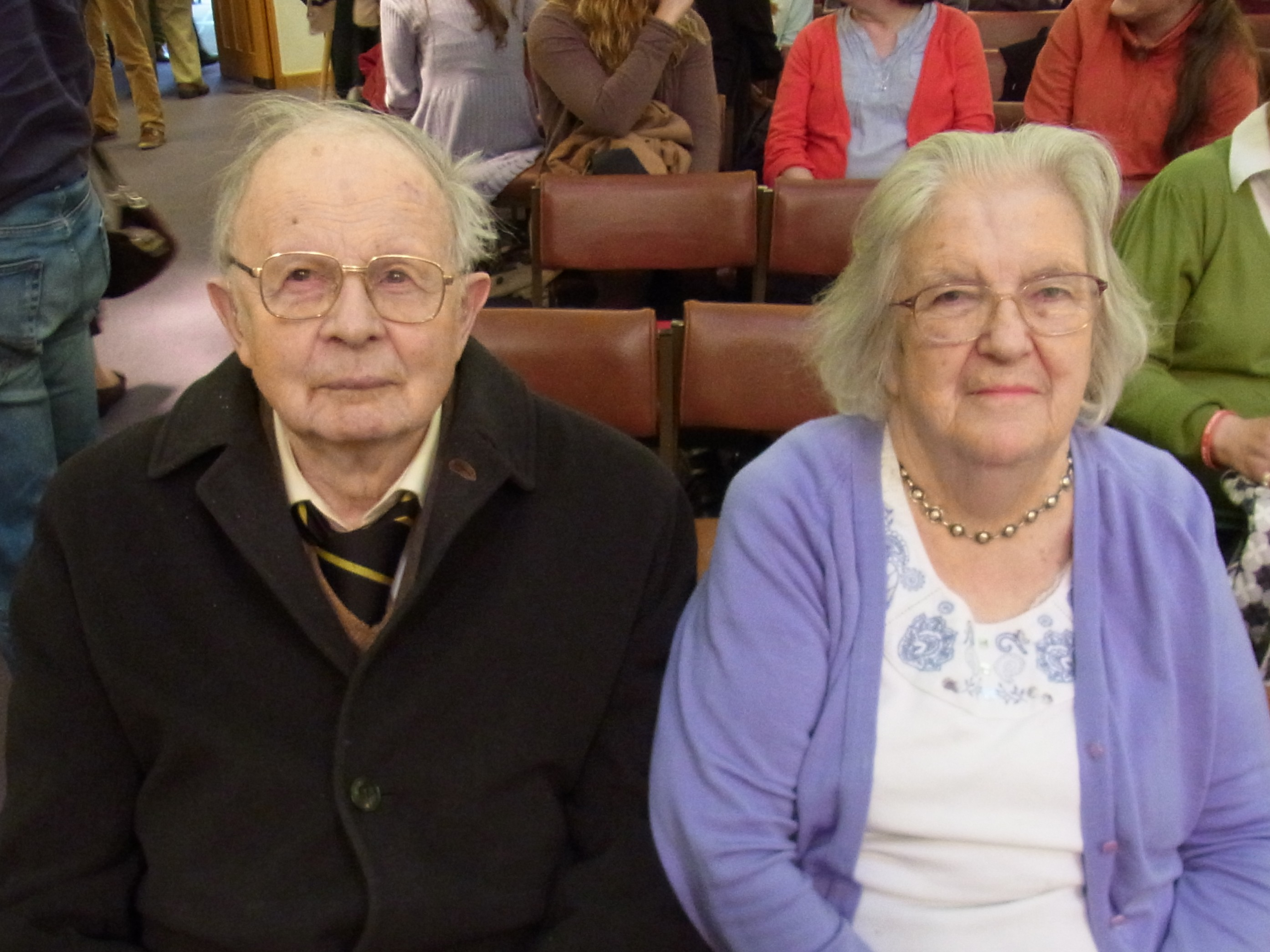
Fred Catherwood mit seiner Ehefrau Elizabeth Catherwood (2012)

Sir Henry Frederick „Fred“ Ross Catherwood (* 30. Januar 1925 in Castledawson, County Londonderry, Nordirland; † 30. November 2014) war ein britischer Wirtschaftsmanager Unternehmer und Politiker der Conservative Party, der sich als Unternehmer für christliche Prinzipien in der Industrie einsetzte und später zwischen 1979 und 1994 Mitglied des Europäischen Parlaments war. Er war zuvor Chefberater für Industrie von Wirtschaftsminister George Brown, Generaldirektor des Nationalen Wirtschaftsentwicklungsrates NEDC (National Economic Development Council), Inhaber des Bauunternehmens John Laing sowie Vorsitzender der Britischen Behörde für Überseehandel BOTB (British Overseas Trade Board).

## Leben

### Studium und Wirtschaftsmanager
Catherwood, Sohn eines Spediteurs, absolvierte nach dem Besuch der renommierten Shrewsbury School, ein Studium der Geschichtswissenschaften und Rechtswissenschaft am Clare College der University of Cambridge. Er begann seine berufliche Laufbahn 1951 als Buchhalter bei Price Waterhouse und war danach Sekretär bei Law’s Stores in Gateshead, ehe er 1954 als Sekretär und Controller zu dem von Richard Costain 1865 gegründeten Bauunternehmen Costain Group wechselte.
1955 wurde er als Dreißigjähriger Chief Executive Officer (CEO) von British Aluminium und verblieb dort neun Jahre lang bis 1964, wobei er zuletzt 1962 Geschäftsführender Direktor wurde. Als solcher leitete er das Unternehmen während der schwersten Wirtschaftskrise seit den 1930er Jahren. Er begründete ein Netzwerk von Wirtschaftskontakten und setzte eine Reihe radikaler Ideen bei der Konföderation der britischen Industrie CBI (Confederation of British Industry) sowie beim Britischen Institut für Management BMI (British Management Institute) durch.

### Wirtschaftsberater der Regierungen Wilson und Heath
Drei Tage nach dem Sieg der Labour Party bei den Unterhauswahlen vom 15. Oktober 1964 wurde Catherwood Chefberater für Industrie von George Brown, dem Minister für Wirtschaftsangelegenheiten in der Regierung von Premierminister Harold Wilson. Er ließ sich für diese Tätigkeit von seiner Funktion bei British Alumenium freistellen. Während seiner 18-monatigen Tätigkeit für das DEA (Department for Economic Affairs) befasste er sich mit der Betrachtung des Potenzials von Unternehmen und begann dabei mit dem in Ulster ansässigen Unternehmen Short Bros.
Im April 1966 wurde er Nachfolger von Robert Shone als Generaldirektor des Nationalen Wirtschaftsentwicklungsrates NEDC (National Economic Development Council). Dabei gelang ihm eine umfangreiche Umorganisation der Behörde durch die Schaffung von Abteilung für einzelne Wirtschaftssektoren, um eine schnellere Umsetzung neuer Technologien sicherzustellen. Allerdings musste er hierbei aufgrund von Konflikten mit dem damaligen Direktor der CBI und späteren Minister von der Conservative Party, John Davies, Kompromisse eingehen. In seinem 1966 erschienenen Buch Britain With the Brakes Off warnte er davor, dass Großbritannien lebenslang kämpfen müsste, wenn die Investitionen in die Industrie nicht ansteigen würden. Zugleich flog er in die USA und forderte in einer Rede britische Studenten der Harvard University auf, nach dem Erwerb des Master of Business Administration (MBA) nach Großbritannien zurückzukehren. Daraufhin berichteten die Studenten ihm, dass sich britische Unternehmen nicht um ihre Einstellung bemühen würden.
Das Amt des Generaldirektors des NEDC bekleidete er auch nachdem die Conservative Party unter Edward Heath bei den Unterhauswahlen vom 18. Juni 1970 die Regierung übernahm. Als der für 1973 vorgesehene Beitritt Großbritanniens zur Europäischen Gemeinschaft (EG) Anfang der 1970er Jahre näher rückte, warnte er davor, dass dies nicht unmittelbar die Probleme des Landes lösen würde, und wies Premierminister Heath darauf hin, dass er zwei Jahre Zeit hätte, um den Rückgang der britischen Wirtschaft nach dem Point of no Return zu verhindern.

### Privatwirtschaft, Vorsitzender der Überseehandelsbehörde und Evangelikalismus
1971 verließ Catherwood den Regierungsdienst und wurde für seine Verdienste zum Knight Bachelor geschlagen, so dass er fortan den Namenszusatz „Sir“ führte. Er kehrte daraufhin als Geschäftsführender Direktor und Chief Executive Officer des Bauunternehmens John Laing in die Privatwirtschaft zurück. Allerdings gab er diese Funktion 1974 auf und wurde stattdessen Vorsitzender des Britischen Instituts für Management. Gleichzeitig fungierte er von 1974 bis 1979 als Vorstandsvorsitzender der Mallinson-Denny Group Ltd, einem Unternehmen aus der Holzwirtschaft.
1975 wurde er zum Vorsitzenden der Britischen Behörde für Überseehandel BOTB (British Overseas Trade Board) ernannt, wobei es ihm gelang Edward, 2. Duke of Kent als ehrenamtlichen stellvertretenden Vorsitzenden zu gewinnen. In dieser Funktion drängte Catherwood exportorientierte Unternehmen, Japan zu kopieren sowie einen aggressiveren Ansatz in Europa einzunehmen und sagte einen Exportboom voraus, der durch eine Unterbewertung des Pfund Sterling und die Mitgliedschaft in der EG angeheizt würde. Nach seiner Meinung wollte jeder britische Güter, „aber wir scheinen unfähig, diese zu versorgen“. Seine Unzufriedenheit wuchs, als der Pfund Sterling stärker wurde und es zum Winter of Discontent kam. Dieser sogenannte „Winter der Unzufriedenheit“ von 1978/1979 hatte zu Produktionskürzungen von zehn Prozent und der Entlassung von 235.000 Arbeitern geführt.
Neben seinen Tätigkeiten als Unternehmer und Wirtschaftsmanager engagierte sich Catherwood zeitlebens für den Evangelikalismus und war unter anderem Präsident der Fellowship of Independent Evangelical Churches, der Universities and Colleges Christian Fellowship, der Evangelical Alliance und der International Fellowship of Evangelical Students.

### Mitglied des Europäischen Parlaments 1979 bis 1994
Catherwood wurde bei der ersten direkten Europawahl 1979 als Kandidat der Conservative Party zum Mitglied des 1. Europäischen Parlamentes und konnte sich dabei im Wahlkreis Cambridgeshire mit einer Mehrheit von 50.000 Stimmen klar durchsetzen. Das Amt des Vorsitzenden des British Overseas Trade Board übergab er daraufhin an Patrick Pery, 6. Earl of Limerick.
Nach seiner Wahl wurde er am 20. Juli 1979 Vorsitzender des Ausschusses des Europaparlaments für Außenwirtschaftsbeziehungen und behielt dieses Amt bis zum 23. Juli 1984. Er kandidierte zwei Mal für die Funktion als Vorsitzender der Fraktion der Europäischen Demokraten, schloss jeweils aber nur als Drittplatzierter ab.
Am 11. April 1983 wurde er als Nachfolger des aus Dänemark stammenden Abgeordneten Kent Kirk stellvertretender Vorsitzender der Fraktion der Europäischen Demokraten und bekleidete diese Funktion bis zum 5. April 1987.
Er musste wegen unerlaubter Fischerei in britischen Gewässern eine Geldstrafe von 30.000 Pfund Sterling zahlen. Bei der Europawahl 1984 wurde sein Wahlkreis in Cambridge and North Bedfordshire neugeordnet und er wiedergewählt. In der Folgezeit setzte er sich für eine einheitliche europäische Währung zusammen mit einem einheitlichen Markt ein. Die zunehmende Divergenz zwischen Margaret Thatcher und zahlreichen Europaabgeordneten der Conservative Party zeichnete sich insbesondere nach der Rede der Premierministerin in Brügge vom 20. September 1988 ab, die Catherwood als „gegensätzlich zu den Ansichten der Partei, älterer Minister und der Gruppe der Europäischen Demokraten“ bezeichnete. Er schwächte daraufhin die Antwort des Europaparlaments zu den von Margaret Thatcher abgelehnten Vereinigten Staaten von Europa ab.
Nach der Europawahl 1989 wurde Catherwood am 25. Juli 1989 zum Vizepräsidenten des Europäischen Parlaments gewählt und bekleidete dieses Amt bis zum 13. Januar 1992. Danach fungierte er zwischen dem 15. Januar 1992 und dem 18. Juli 1994 als Vize-Vorsitzender des Ausschusses für auswärtige Angelegenheiten und Sicherheit.
Er sicherte die britische Mitgliedschaft im Europäischen Währungssystem (EWS) als ein deutliches Zeichen, dass Währungsabwertungen nicht länger eine Option bei Verhandlungen sind. Allerdings korrigierte er diese Ansicht nach der Währungs- und Wechselkurskrise des Black Wednesday im September 1992, in der er sagte, dass Premierminister John Major richtig gehandelt hätte, auf das Recht nach einem Austritt aus dem Europäischen Währungssystem zu bestehen. Er war zuvor für den am 7. Februar 1992 unterzeichneten Vertrag von Maastricht eingetreten und tadelte den Westen dafür, Russland nur 1,5 Milliarden Pfund angeboten zu haben, um seine Wirtschaft zu aktivieren, während die NATO 150 Milliarden Pfund für neue, auf Russland gerichtete Waffensysteme ausgegeben hätte.
Catherwood verzichtete auf eine erneute Kandidatur bei der Europawahl 1994 und schied nach 15-jähriger Mitgliedschaft aus dem Europäischen Parlament aus.
Aus seiner 1954 mit Elizabeth Lloyd Jones geschlossenen Ehe gingen zwei Söhne und eine Tochter hervor.

### Wirtschaftspolitische Ansichten
Sein herausragendstes Anliegen war die Steigerung von Effizienz und der Geschwindigkeit des technologischen Wandels, da Großbritannien andererseits einen stetigen Rückgang der Wettbewerbsfähigkeit riskieren würde, die durch regelmäßige und zerstörerische Abwertungen des Pfund Sterling bezahlt werden müssten. Als Generaldirektor der NEDC bemühte er sich um eine Stimulierung der Industrie, war aber verärgert über das Versagen der britischen Unternehmen bei Investitionen, beim Konkurrieren bei Importkenntnissen, und beim Nutznießen aus neuen Märkten, und beschrieb seine Funktion wie folgt: „Was die Gesellschaft von einem Tycoon erwartet, ist nicht, dass er liebenswürdig, amüsant oder voller Elan ist, sondern, dass er effizient handeln sollte oder eher fahren als kreuzen sollte“ (‚What society demands of the tycoon is not that he should be lovable or amusing or full of panache, but that he should perform efficiently and should drive rather than cruise‘).
Über die Struktur der Industrie führte er in den 1960er Jahren aus, dass es „keine wirtschaftlichen Argumente“ für Konglomerate gab. Catherwoods Ansichten bezüglich der Notwendigkeit von Dynamik und Effizienz in der Wirtschaft wurden überlagert von seinem Beharren, dass diesen auch moralische Grundsätze angehängt werden müssten. In seinem Buch The Christian in Industrial Society (1964) schrieb er: „Luxuriöse Ausgaben sind sowohl ein schmutziges als auch soziales Übel“ (‚Luxurious expenditure is both depraving and a social evil‘). In einer Rede auf einer Versammlung der Church of Scotland sagte er, dass Geschäftsleute, die die Welt bereisen, sich einer Kultur von Bestechung, läppischen Steuern und Ausgaben und anderen Verlockungen gegenübersehen, und warnte daher: „Die Gefahr für Demokratie kommt heute nicht vom Kommunismus, sondern vom Humanismus“ (‚The danger to democracy today does not come from communism but from humanism‘).
1984 sagte er: „Die meisten unserer derzeitigen Wirtschaftsprobleme kommen von den industriellen Dinosauriern, deren Köpfe nicht ihre Körper kontrollieren können. Groß ist schlecht, und klein ist sinnvoll“ (‚Most of our current industrial problems come from the dinosaurs of industry, whose heads cannot control their bodies. Big is bad, and small is sensible‘).

## Veröffentlichungen
- The Christian in Industrial Society, 1964
- Britain With the Brakes Off, 1966
- The Christian Citizen, 1969
- A Better Way, 1976
- First Things First, 1979
- God’s Time God’s Money, 1987
- Pro Europe?, 1991
- David: Poet, Warrior, King, 1993
- At the Cutting Edge, Autobiografie, 1995
- Jobs & Justice, Homes & Hope, 1997
- It Can be Done, 2000;
- The Creation of Wealth: Recovering a Christian Understanding of Money, Work, and Ethics, 2002

in deutscher Sprache
- Der Christ in Staat und Gesellschaft: Flucht oder Verpflichtung, Bundes-Verlag, Witten 1971, ISBN 3-7655-0247-2
- Christen in der Industriegesellschaft, Bundes-Verlag, Witten 1979, ISBN 3-8137-2179-5
- Licht und Salz: Wege zu einer christlichen Sozialordnung, Bundes-Verlag, Witten 1979, ISBN 3-8137-2934-6